# Бломкест (город, Миннесота)
Бломкест (англ. Blomkest) — город в округе Кандийохай, штат Миннесота, США. На площади 2,7 км² (2,7 км² — суша, водоёмов нет), согласно переписи 2002 года, проживают 186 человек. Плотность населения составляет 69,4 чел./км².
- Телефонный код города — 320
- Почтовый индекс — 56216
- FIPS-код города — 27-06490[1]
- GNIS-идентификатор — 0640267[2]